# Enciclopedia della televisione
Enciclopedia della televisione è un'opera editoriale a cura di Aldo Grasso, edita originariamente da Garzanti nel 1996.
Compendio sulla televisione e la sua storia, ha avuto due nuove edizioni nel 2002 (ristampata nel 2004 in occasione dei 50 anni della televisione italiana) e nella primavera del 2008 (con le voci aggiornate al 31 dicembre 2007).

## Contenuto
L'opera - cui hanno collaborato per l'edizione 2008 Stefania Carini, Massimo Scaglioni e Cecilia Penati (con collaborazioni alle voci di Matteo Bianchi e Francesca Donatacci) - è articolata in un Dizionario della televisione, con schede concernenti i programmi, i personaggi, i generi, gli eventi, la teoria e la tecnica della televisione; in una serie di appendici riguardanti il quadro legislativo italiano e la normativa televisiva italiana a tutela dei minori; e un apparato bibliografico comprendente i maggiori titoli pubblicati a proposito di questo mass media.
Il volume prende in esame prevalentemente la realtà della televisione in Italia, a partire dalla sua nascita nel 1954 anche se, a causa dei mutamenti intervenuti a partire dagli anni novanta, lo spettro di esame si è ampliato a realtà estere con il consolidarsi dei network internazionali e l'affermarsi di nuove tecnologie come televisione satellitare, alta definizione e digitale terrestre.
Una sezione illustrativa, costituita da un ampio repertorio di immagini fuori testo, completa il percorso storico costituendo una pista visiva in grado di favorire una rivisitazione della trasformazione stilistica della produzione televisiva durante la seconda metà del XX secolo.

## Componenti
Sotto questo profilo l'enciclopedia esamina il fenomeno televisivo in tutte le componenti: storiche, strutturali, linguistiche, estetiche, organizzative e professionali.
I lemmi rappresentati sono circa cinquemila, organizzati nel repertorio ordinato alfabeticamente e strutturato su tre filoni: programmi, generi, eventi ed emittenti. Non vengono trascurati i protagonisti (autori, attori, conduttori, registi, studiosi) così come particolare attenzione viene riservata ai termini tecnici e alle nozioni teoriche riguardanti lo strumento televisivo. A corredo, alcune voci di particolare interesse e sviluppo sono articolate in schede di approfondimento impaginate con evidenza e con caratteri tipograficamente riconoscibili.
A differenza della storiografia classica sulla televisione, l'Enciclopedia si propone non solo di dare conto della visione politica, passata e contemporanea, sull'argomento (media televisivo, apparati, legislazione in proposito, strategie di mercato), mirando invece ad una divulgazione diretta e immediata della materia, destinata a chi è interessato a conoscere personaggi e generi, fasi storiche e tendenze, programmi e serie televisive.

## Edizioni
- Aldo Grasso (a cura di), Enciclopedia della televisione, 1ª ed., Milano, Garzanti, 1996, ISBN 88-11-50466-X.
- Aldo Grasso (a cura di), Enciclopedia della televisione, 2ª ed., Milano, Garzanti, 2002, ISBN 88-11-50502-X.
- Aldo Grasso (a cura di), Enciclopedia della televisione, 3ª ed., Milano, Garzanti, 2008, ISBN 978-88-11-50526-6.